# Tetrahydrogestrinon

Strukturformel för Tetrahydrogestrinon.

THG är en anabol steroid har använts som dopningspreparat. THG är förkortning för Tetrahydrogestrinon. THG framställdes av BALCO-laboratoriet i USA.